# 岸本才三
岸本 才三（1928年5月15日—2014年1月17日）、指定暴力團・六代目山口組最高顧問兼阪神 區域長、岸本組組長、原中山組舍弟頭。
二次大戰時為志願役的海軍航空隊隊員。終戰後、在神戸市的役所擔任職員。1955年頃、中山組組長・中山美一（三代目山口組若中）舍弟盃授與，加入山口組傘下，1964年、役所退職。
1973年12月、中山組組長・中山美一的引退、時任舍弟頭的岸本才三昇格三代目山口組直參。 
1984年6月、四代目山口組發展、就任本部長兼若頭補佐。
1985年1月26日、四代目山口組竹中正久組長、中山勝正若頭、南力組長秘書等3人遭射殺身亡，岸本才三等率領眾人渡過日本極道史上規模最大最惡的山一抗爭。
1989年5月、隨著五代目山口組的開始、以舍弟身分就任總本部長。 
1997年、山口組的舍弟頭（益田（啓）組組長・益田啟助）與若頭（宅見組組長・宅見 勝）先後逝世、隔年1998年10月起、長期兼任若頭代行及舍弟頭代行、責任重大，成為山口組中心人物之一。
2005年8月、隨著六代目山口組的開始，就任最高顧問兼阪神 區域長。
2007年10月6日、山口組本部的定例會上、宣佈引退。